# Descriptor de color dominant
El Descriptor de Color Dominant (DCD) té com a objectiu descriure la distribució espacial dels colors representatius d'una imatge o d'una regió d'aquesta, per tal d'obtenir una alta velocitat de cerca i recuperació.
A diferència dels descriptors basats en histogrames de color tradicionals, en aquest descriptor els colors representatius es calculen a partir de cada imatge, en lloc de ser fixats en l'espai de color, la qual cosa permet que la representació de color sigui precisa i compacta.
Els colors d'una regió donada s'agrupen en un nombre de colors representatius.
El descriptor consta dels colors representatius, els seus percentatges en una regió, coherència espacial del color, i la variació de color.

## Definició
El descriptor de color dominant es defineix com:
{\displaystyle F=\{\{c_{i},p_{i},v_{i}\},s\}}, per i = 1,2…,N
N és el nombre de colors dominants. Cada valor de color dominant {\displaystyle c_{i}} és un vector de
valors dels components corresponents d'espai de color (per exemple, un vector 3-D en l'espai model de color RGB).
El percentatge {\displaystyle p_{i}} (normalitzat a un valor entre 0 i 1), és la fracció de píxels en la imatge o la imatge regió corresponent al color {\displaystyle c_{i}}, on: {\displaystyle \sum _{i}p_{i}=1}.
La variància de color opcional {\displaystyle v_{i}} descriu la variació dels valors de color dels píxels en un clúster del voltant del color representatiu corresponent. El {\displaystyle s} (coherència espacial) és un únic nombre que representa l'homogeneïtat espacial general dels colors dominants en la imatge.
El nombre de colors dominants N pot variar d'imatge a imatge i es va trobar un màxim de vuit colors dominants a ser suficient per representar una imatge o una regió de la imatge. L'espai de color de quantificació depèn de les especificacions de color definit per a tota la base de dades i no necessita ser especificada amb cada descriptor.

## Sintaxi binària
La sintaxi binària del descriptor de color dominant especifica 3 bits per representar el nombre de colors dominants i 5 bits per a cadascun dels valors percentuals (de quantificació uniforme de [0,1]). Les variacions de color opcionals han estat codificats a 3 bits per color amb quantizació no uniforme.
La següent taula resumeix, per exemple, la sintaxi binària del DCD:
| Camps               | Nombre de bits | Significat                                             |
| ------------------- | -------------- | ------------------------------------------------------ |
| Nombre de colors    | 3              | Especificació del nombre de colors dominants           |
| Coherència espacial | 5              | Valor de coherència espacial                           |
| Percentatge         | 5              | Percentatge normalitzat associat a cada color dominant |
| Variànica de color  | 1              | Variació de color de cada color dominant               |
| Índex               | 1-12           | Valors de color dominant                               |

## Extracció
Utilització de l'algorisme de Lloyd per agrupar els colors en clústers (es recomana treballar en espais de color uniformes tals com CIE LUV).
La distorsió {\displaystyle D_{i}} del clúster i-èsim es defineix com:

{\displaystyle D_{i}=\sum _{n}^{\infty }h(n)||x(n)-ci||^{2},x(n)\in C_{i}}

{\displaystyle C_{i}={\frac {\sum _{n}^{\infty }\ h(n)x(n)}{\sum _{n}^{\infty }\ h(n)}},x(n)\in C_{i}}

On {\displaystyle c_{i}} és el baricentre del clúster {\displaystyle c_{i}}, {\displaystyle x(n)} és vector color del píxel {\displaystyle n}, i {\displaystyle h(n)} és la coherència espacial del píxel {\displaystyle n}. La representació del color dominant pot ser complementada mitjançant coherència espacial, que permet distingir si el color dominant es distribueix en la imatge com un color sòlid o com un conjunt de píxels inconnexos. La coherència espacial es calcula estudiant els veïnatges de cada un dels píxels que tinguin un color dominant, prèviament extret.
Pel procés d'extracció es segueix el següent esquema:

 1. Representació de tots els colors en un únic clúster i càlcul del seu baricentre (que serà el color representatiu del clúster).

	 2. Divisió del clúster original i càlcul dels baricentres, respectivament. El criteri a l'hora de dividir el clúster és segons la seva distorsió, els clústers amb més distorsió són els primers a dividir.

 3. Es repeteix el pas 2 fins a obtenir el nombre de colors representatius desitjats o fins a obtenir un conjunt de clústers que compleixen una distorsió mínima.

## Similitud coincident
Cada regió o objecte en la base de dades està representada utilitzant el DCD. Normalment, entre 3 i 4 colors proporcionen una bona caracterització de la regió de colors. Donada una imatge de cerca, es busca en la base de dades una distribució de color semblant a la de la imatge d'entrada. Si el nombre de colors representatius és petit, podem buscar els colors per separat a la base de dades i llavors combinar els resultats. Aquesta cerca individual, es pot fer de manera eficient en l'espai de color 3-D.
Considerem dos DCD: 
{\displaystyle F_{1}={{c_{1}i,p_{1}i,v_{1}i},s_{1}},(i=1,2,...,N_{1})} i {\displaystyle F_{1}={{c_{2}i,p_{2}i,v_{2}i},s_{2}},(i=1,2,...,N_{2})}.
Ignorant el paràmetre de la variància i de l'espai coherent, la diferència {\displaystyle D(F_{1},F_{2})} entre dos descriptors es pot calcular així:
{\displaystyle D^{2}(F_{1},F_{2})=\sum _{i=1}^{\mathbb {N} }p_{1i^{2}}+\sum _{j=1}^{\mathbb {N} }p_{2j^{2}}-\sum _{i=1}^{\mathbb {N} }\sum _{j=1}^{\mathbb {N} }2a_{1i,2j}p_{1i}p_{2j}}
On els subíndexs 1 i 2 en totes les variables representen els descriptors {\displaystyle F_{1}} i {\displaystyle F2} respectivament. {\displaystyle A_{k},l} és el coeficient de similitud entre dos colors {\displaystyle c_{k}} i {\displaystyle c_{l}}.
{\displaystyle a_{k},l={\begin{cases}1-{\frac {d_{k},l}{d_{m}ax}}&D_{k},l\leq T_{d}\\0&d_{k},l>T_{d}\end{cases}}}
On {\displaystyle d_{k},l=||c_{k}-c_{l}||} és la distància Euclideana entre dos colors {\displaystyle c_{k}} i {\displaystyle c_{l}}. {\displaystyle T_{d}} és la màxima distància per a dos colors que es consideren similars i {\displaystyle d_{max}}=α*{\displaystyle T_{d}}.
Això significa que dos colors dominants d'una única descripció estan, almenys, a una distància {\displaystyle T_{d}} entre si.
Una variació d'aquesta distància és utilitzar el camp de la coherència espacial. Per exemple, en els experiments del MPEG-7, es va utilitzar la següent distància:
{\displaystyle D_{s}=w_{1}abs(s_{1}-s_{2})D+w_{2}D}
On {\displaystyle s_{1}} i {\displaystyle s_{2}} són les coherències espacials de la consulta (imatge entrada) i {\displaystyle w_{1}} i {\displaystyle w_{2}} són pesos fixes que es recomana fixar-los a 0.3 i 0.7 respectivament.